# 아파온 밥 탈리에신
아파온 밥 탈리에신(웨일스어: Afaon fab Taliesin)은 웨일스 신화의 음유시인 탈리에신의 아들이며, 아서왕의 부하들 중 한 명이다. 〈브리튼의 삼인조〉와 〈로나브위의 꿈〉에 등장한다.